# Atractus sanctaemartae
Atractus sanctaemartae — вид змій родини полозових (Colubridae). Ендемік Колумбії.

## Поширення і екологія
Atractus sanctaemartae мешкають на північних, західних і південних схилах гірського масиву Сьєрра-Невада-де-Санта-Марта на північному сході Колумбії. Вони живуть у вологих гірських і хмарних тропічних лісах, на висоті від 1200 до 2500 м над рівнем моря.